# 오노가와촌
오노가와촌(小野川村)은 이바라키현의 남부 가와치군·쓰쿠바군에 속했던 촌이다. 현재의 쓰쿠바시의 남부, 조반 자동차도와 수도권 중앙 연락 자동차도의 쓰쿠바 분기점 주변에 해당한다.

## 역사
- 1889년 4월 1일 - 정촌제 시행에 의해 주변의 촌들을 대폭 확장하여 가와치군 오노가와촌이 성립하였다.
- 1896년 3월 31일 - 군제 시행에 따른 군제 개편에 따라 군의 재편이 이루어짐에 따라 쓰쿠바군 오노가와촌이 되었다.
- 1955년 4월 1일 - 쓰쿠바군 야타베정, 가쓰라기촌, 시마나촌  및 마세촌의 일부와 합병해, 야타베정이 성립하여,  동일 오노가와촌은 폐지되었다.
- 1987년 11월 30일 - 야타베정이 도요사토정, 오호정 및 니하리군 사쿠라촌과 합병해 쓰쿠바시가 성립하였다.

## 참고문헌
- 角川日本地名大辞典 8 茨城県